# 火斌
火斌（?—?），蒙古人，明朝军事人物。为同安侯火真后裔。
嘉靖年间，火斌中武举。当时日本倭寇骚扰浙东地区，火斌率领海舟交战。当时倭寇投掷火球，火斌徒手接球并反扔至贼船。当时倭寇屯兵補陀山，火斌直扑其营，后因后继不足，被逮捕。不屈被肢解而死。后建有“忠勇祠”纪念。